# Emancypacja kobiet (utwór)
Emancypacja kobiet – szkic Cypriana Kamila Norwida z 1882 roku poświęcony zagadnieniu emancypacji kobiet.

## O utworze
Jest to ostatni szkic publicystyczny Norwida, powstały na fali rosnącego zainteresowania kwestią kobiecą zarówno w prasie zachodnioeuropejskiej, jak i polskiej. Szerokim echem odbiły się wśród polskich czytelników artykuły Edwarda Prądzyńskiego, autora książki O prawach kobiety (1873, 1875), który w 1860 roku był słuchaczem wykładów Norwida O Juliuszu Słowackim. Utwór został opublikowany przez Kazimierza Wykę w 1935 w numerze drugim Marchołta pod tytułem Nieznana rozprawka Norwida.

## Treść
Kobieta jest organizacją naturalnie wyższą od mężczyzny. Zarys budowy ciała ma piękniejszy, ustrój nerwowy subtelniejszy i większą wytrwałość. Tak musi być skoro jej organizm często dwa żywoty utrzymuje. Z tej jej wyższości pochodzi urok i wpływ społeczny, nadający jej przymiot kapłański, wiążąc bowiem samotne ja z my społecznym, kobieta jest pierwszą, która składa w ofierze swój egoizm. Emblematy najdawniejszych miast, cnót i natchnień mają postać kobiecą. Bez wojny o kobietę nie byłoby Europy, a już na pewno Hellady.
Z tego co powiedziano dotąd wynika, że cokolwiek czyni społecznie lub historycznie mężczyzna, może też pełnić kobieta, ale po kobiecemu. Kobieta może być naczelnym wodzem i zwycięzcą jak Joanna d'Arc, to znaczy tak dziewiczo, że wiele kobiet mniej jest kobieca w salonach. Może wykładać na katedrze, jak to było w Padwie, być poetką jak Safo. Ze współczesnych narodów najbardziej męski, naród angielski, jest rządzony przez niewiastę, która wszelako rządzi po kobiecemu: nadaje kapłańską sankcję prawom, wygrywa wojny i jest można. Jednym słowem emancypacja kobiety powinna się odbywać nie przez jej maskulinizację, ale przez wywyższenie jej kobiecości.